# Паоло Вилађо
Паоло Вилађо (итал. Paolo Villaggio; Ђенова, 30. децембар 1932 — Рим, 3. јул 2017) био је италијански глумац, позајмљивач гласа, писац, режисер и комичар.
Познат је по ликовима које је створио с парадоксалним и гротескним особинама: агресивни професор Кранц, претерано стидљиви Ђандоменико Фракија те облучни и кротки рачуновођа Уго Фантоци — можда најомиљенији лик у италијанској комедији. Написао је неколико књига, најчешће сатиричног карактера. Такође је глумио у драмским представама и неколицини филмова.
Умро је у 84. години, 3. јула 2017. у Риму, од компликација дијабетеса.

## Филмографија
|-
| 1968. || ||  ||
|-
| 1969. || ||  || 
|-
| 1969. || ||  || 
|-
| 1969. || ||  ||
|-
| 1970. || ||  ||
|-
| 1970. || ||  || 
|-
| 1972. || ||  || 
|-
| 1972. || ||  ||
|-
| 1972. || ||  ||
|-
| 1974. || ||  || 
|-
| 1974. || ||  ||
|-
| 1974. || ||  || 
|-
| 1975. || ||  || 
|-
| 1975. || ||  || 
|-
| 1975. || ||  ||
|-
| 1976. || ||  ||
|-
| 1976. || ||  ||
|-
| 1976. || ||  ||
|-
| 1976. || ||  ||
|-
| 1977. || ||  ||
|-
| 1978. || ||  ||
|-
| 1977. || ||  ||
|-
| 1978. || ||  ||
|-
| 1978. || ||  ||
|-
| 1978. || ||  ||
|-
| 1979. || ||  ||
|-
| 1979. || ||  ||
|-
| 1980. || ||  || 
|-
| || || Fantozzi contro tutti (1980; такође режисер)
|-
| 1981. || ||  ||
|-
| 1981. || ||  ||
|-
| 1982. || ||  ||
|-
| 1983. || ||  ||
|-
| 1983. || ||  ||
|-
| 1983. || ||  ||
|-
| 1984. || ||  ||
|-
| 1984. || ||  ||
|-
| 1985. || ||  ||
|-
| 1985. || ||  ||
|-
| 1985. || ||  ||
|-
| 1986. || ||  ||
|-
| 1986. || ||  ||
|-
| 1987. || ||  ||
|-
| 1987. || ||  ||
|-
| 1987. || ||  ||
|-
| 1987. || ||  ||
|-
| 1987. || ||  ||
|-
| 1988. || ||  ||
|-
| 1988. || ||  ||
|-
| 1989. || ||  ||
|-
| 1989. || ||  ||
|-
| 1990. || ||  ||
|-
| 1990. || ||  ||
|-
| 1992. || ||  ||
|-
| 1992. || ||  ||
|-
| 1993. || ||  ||
|-
| 1993. || ||  ||
|-
| 1994. || ||  ||
|-
| 1994. || ||  ||
|-
| 1995. || ||  || 
|-
| 1995. || ||  ||
|-
| 1995. || ||  ||
|-
| 1996. || ||  ||
|-
| 1997. || ||  ||
|-
| 1998. || ||  ||
|-
| 1998. || ||  ||
|-
| 1999. || ||  ||
|-
| 2000. || ||  ||
|-
| 2000. || ||  ||
|-
| 2000. || ||  ||
|-
| 2001. || ||  ||
|-
| 2001. || ||  ||
|-
| 2002. || ||  ||
|-
| 2005. || ||  ||
|-
| 2007. || ||  ||
|-
| 2008. || ||  ||
|-
| 2009. || ||  ||
|-
| 2009. || ||  ||
|-
| 2012. || ||  ||

## Позориште
- Avaro (1996; режисер Ђорђо Штрелер)
- Delirio di un povero vecchio (2000—2001)
- Vita, morte e miracoli (2005—2008; такође режисер)
- Serata d'addio (2007—2008; режисер Андреа Бускеми)
- Il profumo delle lucciole(2009—2011; такође режисер)
- A ruota libera (2010—2011; такође режисер)

|-
| 2012. || ||  ||

## Награде
|-
| 1990. || ||  ||
|-
| || || Leone d'Oro за животно дело; на Филмском фестивалу у Венецији (1992)
|-
| 1994. || ||  ||
|-
| || || Commendatore Ordine al Merito della Republica Italiana; од Председништва Савета министара (2. јун 1995)
- Pardo d'onore за животно дело; на Међународном филмском фестивалу у Локарноу (2000)
- David di Donatello за животно дело (2009)
- Premio Grock; од Чита ди Империје (2011)